# Karl Weidmann
Karl Weidmann (født 4. juli 1931) er en schweizisk tidligere roer.
Weidmann var med i den schweiziske firer med styrmand, der vandt sølv ved OL 1952 i Helsinki. Besætningen udgjordes desuden af Rico Bianchi, Heini Scheller, Émile Ess og styrmand Walter Leiser. Sølvmedaljen blev sikret efter en finale, hvor schweizerne kun blev slået af Tjekkoslovakiet, mens USA fik bronze. Det var det eneste OL han deltog i.
Weidmann vandt desuden to EM-bronzemedaljer, en i firer med styrmand i 1953 og en i firer uden styrmand i 1954.

## OL-medaljer
- 1952:  Sølv i firer med styrmand